# Kulata (stacja kolejowa)
Kulata (bułg. Железопътна гара Кулата) – stacja kolejowa w miejscowości Kulata, w obwodzie Błagojewgrad, w Bułgarii. Znajduje się na linii Sofia – Kulata, będącej częścią połączenia Sofia – Saloniki. Kolejowe przejście graniczne z Grecją.

## Linie kolejowe
- Linia Sofia – Kulata